# 衝擊大賞

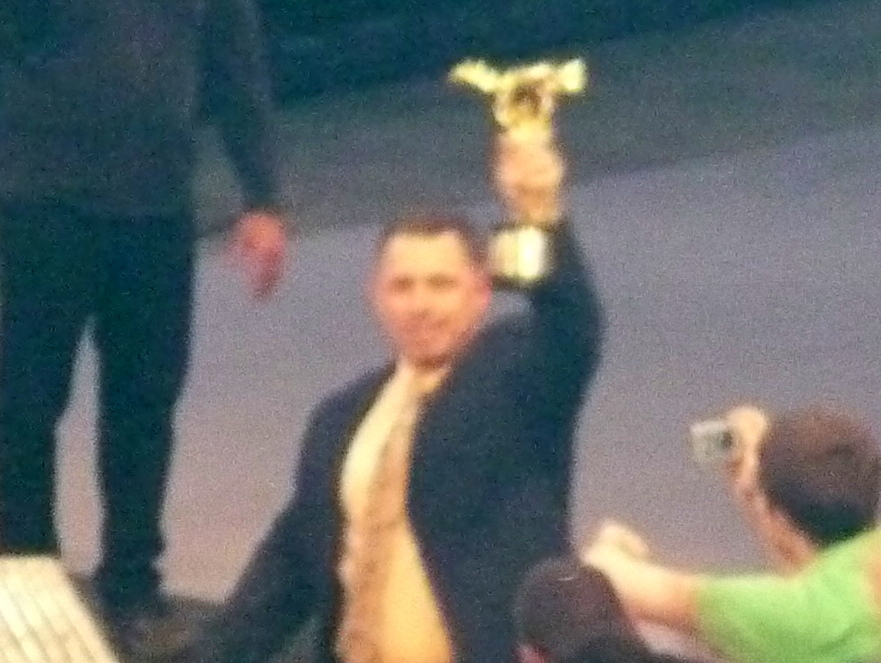
麥可·柯爾與衝擊大賞獎座

衝擊大賞（英語：Slammy Award），又译摔美奖，是隸屬於世界摔角娛樂的摔角獎項，其概念類似於演員之於奧斯卡獎與歌手之於葛萊美獎的關係，是專門頒發給世界摔角娛樂選手及工作人員的獎項。
衝擊大賞的獎座設計，是一名摔角手將另一名摔角手舉在頭上的金色人像。
衝擊大賞會針對於旗下職業摔角選手、管理階層、播報員，甚至是場邊觀賽粉絲所設計頒發獎項，如年度最佳摔角（Match of the Year）、年度最佳巨星（Superstar of the Year）、年度最佳麗人（Diva of the Year）、年度最佳粉絲參與（Fan Participation of the Year）、年度最佳時刻（LOL! Moment of the Year）等。